# آرام‌ال ۴۹۷ (راه‌انداز موتور کشتی)
آرام‌ال ۴۹۷ (راه‌انداز موتور کشتی) (به انگلیسی: RML 497 (motor launch)) یک کشتی است که طول آن ۱۱۱٫۹ فوت (۳۴٫۱ متر) می‌باشد. این کشتی در سال ۱۹۴۱ ساخته شد.